# 風間志織
風間 志織（かざま しおり、1966年 - ）は、日本の映画監督。埼玉県出身。

## 経歴
桐朋女子高校1年生の時に文化祭のために8mm作品『お楽しみは悲劇から』を撮り、映画制作の楽しさに魅せられる。翌年、8mm作品『0×0（ゼロカケルコトノゼロ）』が長崎俊一監督の推薦を受け、1984年度ぴあフィルムフェスティバルに入選、スカラシップ受賞。天才少女の出現と騒がれる。高校卒業時、16mm短編として第1回PFFスカラシップ作品『イみてーしょん、インテリあ。』を監督。等身大の少女たちの透明な過激さが評価され、トリノ国際映画祭招待作品となる。8mm長編作品『メロデ Melodies』を経て1995年、自ら脚本を手がけた『冬の河童』でメジャー作品デビュー。ロッテルダム国際映画祭のTIGERAWARD（グランプリ）を受賞。
2014年、菅田将暉と森川葵を主演に迎えた監督映画『チョコリエッタ』が、第27回東京国際映画祭日本映画スプラッシュ部門にて上映される。

## フィルモグラフィー

### 映画
- イみてーしょん、インテリあ。（1985年） - 監督・脚本
- ホー、猿の光り（1985年） - 監督・脚本
- 夢みるように眠りたい（1986年） - 録音助手
- メロデ Melodies（1989年） - 監督・脚本
- 冬の河童（1995年） - 監督・脚本
- ワンピース忠臣蔵（1996年） - 監督
- 恋、した。〜バージンチチ・ラプソディ〜（1997年） - 監督
- ルーズ・ソックス（1997年） - 出演
- 非・バランス（2000年） - 脚本
- 刑事の休日（2003年） - 出演
- 火星のカノン（2001年） - 監督
- せかいのおわり（2004年） - 監督
- チョコリエッタ（2014年） - 監督・脚本